# Crown Jewel 2019
Crown Jewel 2019 è stata la seconda edizione dell'omonimo pay-per-view di wrestling organizzato dalla WWE. L'evento si è svolto giovedì 31 ottobre 2019 al King Saud University Stadium di Riad (Arabia Saudita).
L'evento nasce nell'ambito della collaborazione tra la WWE e il ministero dello sport saudita a sostegno di Saudi Vision 2023, un programma di riforme economiche e sociali. La partnership, stipulata nel 2018, prevede un evento all'anno per dieci anni.

## Storyline
Nella puntata di Raw del 30 settembre, durante un'edizione del Miz TV, Ric Flair ha sfidato Hulk Hogan (per l'occasione entrambi ospiti di The Miz) ad un 10-man Tag Team match per Crown Jewel che avrebbe avuto i due contendenti come supporter a bordo ring. I primi membri annunciati per i due team sono stati Rusev e l'Universal Champion Seth Rollins per il team di Hogan e King Corbin e Randy Orton per il team di Flair. In seguito, Bobby Lashley e l'Intercontinental Champion Shinsuke Nakamura si sono uniti al Team Flair, mentre Ricochet si è unito al Team Hogan. Il 17 ottobre, però, Rollins ha dovuto abbandonare il Team Hogan dato che sarà impegnato a difendere il suo titolo più avanti nella serata. Nella puntata di SmackDown del 18 ottobre, via Skype, Hulk Hogan ha annunciato che tre membri del roster dello show blu prenderanno parte al suo team: Ali, Roman Reigns (nuovo capitano del team) e Shorty G. L'ultimo membro del Team Flair è stato annunciato nella puntata di Raw del 21 ottobre, ovvero Drew McIntyre.
Nella puntata speciale SmackDown 20th Anniversary del 4 ottobre Brock Lesnar ha sconfitto Kofi Kingston in dieci secondi conquistando il WWE Championship per la quinta volta, ma poco dopo è stato attaccato da Cain Velasquez (ex-avversario di Lesnar in UFC), accompagnato da Rey Mysterio (che era stato brutalmente attaccato insieme al figlio Dominick dallo stesso Lesnar nella puntata di Raw del 30 settembre). L'11 ottobre è stato annunciato che Lesnar e Velasquez si affronteranno a Crown Jewel in un match in cui il WWE Championship di Lesnar sarà in palio.
Nell'episodio di SmackDown del 4 ottobre Braun Strowman ha avuto un piccolo litigio con il pugile Tyson Fury, presente tra il pubblico. Nella puntata di Raw del 7 ottobre Strowman e Fury hanno avuto un confronto sul ring, fermati da vari addetti e atleti, e l'11 ottobre è stato annunciato che i due si affronteranno Crown Jewel.
Il 14 ottobre sono stati annunciati due ulteriori incontri per Crown Jewel: Cesaro del roster di SmackDown se la vedrà con Mansoor del roster di NXT, mentre ci sarà un Tag Team Turmoil match per la WWE Tag Team World Cup.
Il 6 ottobre, a Hell in a Cell, il match omonimo tra Seth Rollins e "The Fiend" Bray Wyatt valevole per l'Universal Championship di Rollins è terminato in no contest a causa della brutalità dello stesso Rollins. Il 14 ottobre è stato annunciato che Rollins e Wyatt si affronteranno a Crown Jewel in un Falls Count Anywhere match per l'Universal Championship; tale incontro, come specificato, non potrà essere interrotto per alcun motivo.
Il 23 ottobre è stata annunciata, per il kick-off di Crown Jewel, una Battle Royal il cui vincitore affronterà AJ Styles per lo United States Championship più avanti nella serata.
Il 30 ottobre è stato annunciato che Lacey Evans e Natalya si affronteranno a Crown Jewel; per la prima volta, inoltre, un incontro femminile avverrà in uno show in Arabia Saudita.

## Risultati
| #       | Incontri | Stipulazioni                                                    | Durata |
| ------- | --- | --------------------------------------------------------------- | ------ |
| Kickoff | Humberto Carrillo ha vinto eliminando per ultimo Rowan | Battle royal per un match per il WWE United States Championship | 12:25  |
| 1       | Brock Lesnar (c) (con Paul Heyman) ha sconfitto Caín Velasquez (con Rey Mysterio) per sottomissione                                                                       | Single match per il WWE Championship                            | 2:10   |
| 2       | Karl Anderson e Luke Gallows hanno vinto eliminando per ultimi i Viking Raiders                                                                                           | Tag team turmoil match per la Tag Team World Cup                | 32:05  |
| 3       | Mansoor ha sconfitto Cesaro | Single match                                                    | 12:45  |
| 4       | Tyson Fury ha sconfitto Braun Strowman per count-out | Single match                                                    | 8:05   |
| 5       | AJ Styles (c) (con Karl Anderson e Luke Gallows) ha sconfitto Humberto Carrillo                                                                                           | Single match per il WWE United States Championship              | 12:35  |
| 6       | Natalya ha sconfitto Lacey Evans | Single match                                                    | 7:20   |
| 7       | Ali, Ricochet, Roman Reigns, Rusev e Shorty G (con Hulk Hogan) hanno sconfitto Bobby Lashley, Drew McIntyre, King Corbin, Randy Orton e Shinsuke Nakamura (con Ric Flair) | Five-on-five tag team match                                     | 19:55  |
| 8       | "The Fiend" Bray Wyatt ha sconfitto Seth Rollins (c) | Falls count anywhere match per il WWE Universal Championship    | 21:20  |